# Valverdón
Valverdón es un municipio y localidad española de la provincia de Salamanca, en la comunidad autónoma de Castilla y León. Se integra dentro de la comarca de La Armuña. Pertenece al partido judicial de Salamanca y a la  Mancomunidad Comarca de Ledesma.
Su término municipal está formado por las localidades de Valverdón y Zorita, ocupa una superficie total de 21,98 km² y según los datos demográficos recogidos en el padrón municipal elaborado por el INE en el año 2017, cuenta con una población de 285 habitantes.

## Historia

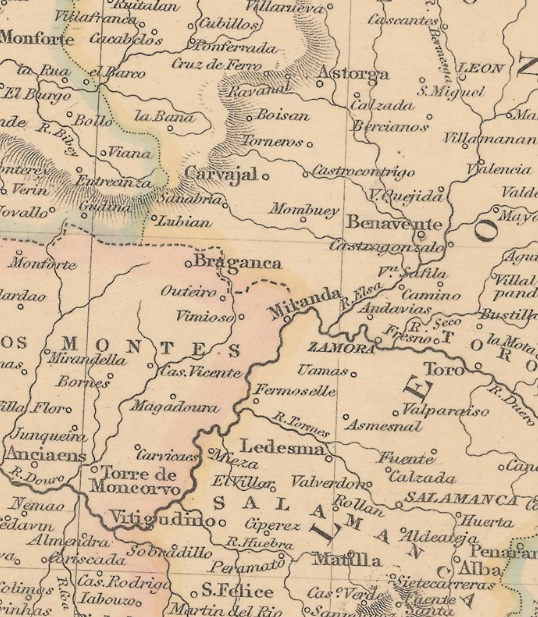
Detalle del mapa "Spain and Portugal" de 1838, por John Betts, en el que se puede apreciar Valverdón.

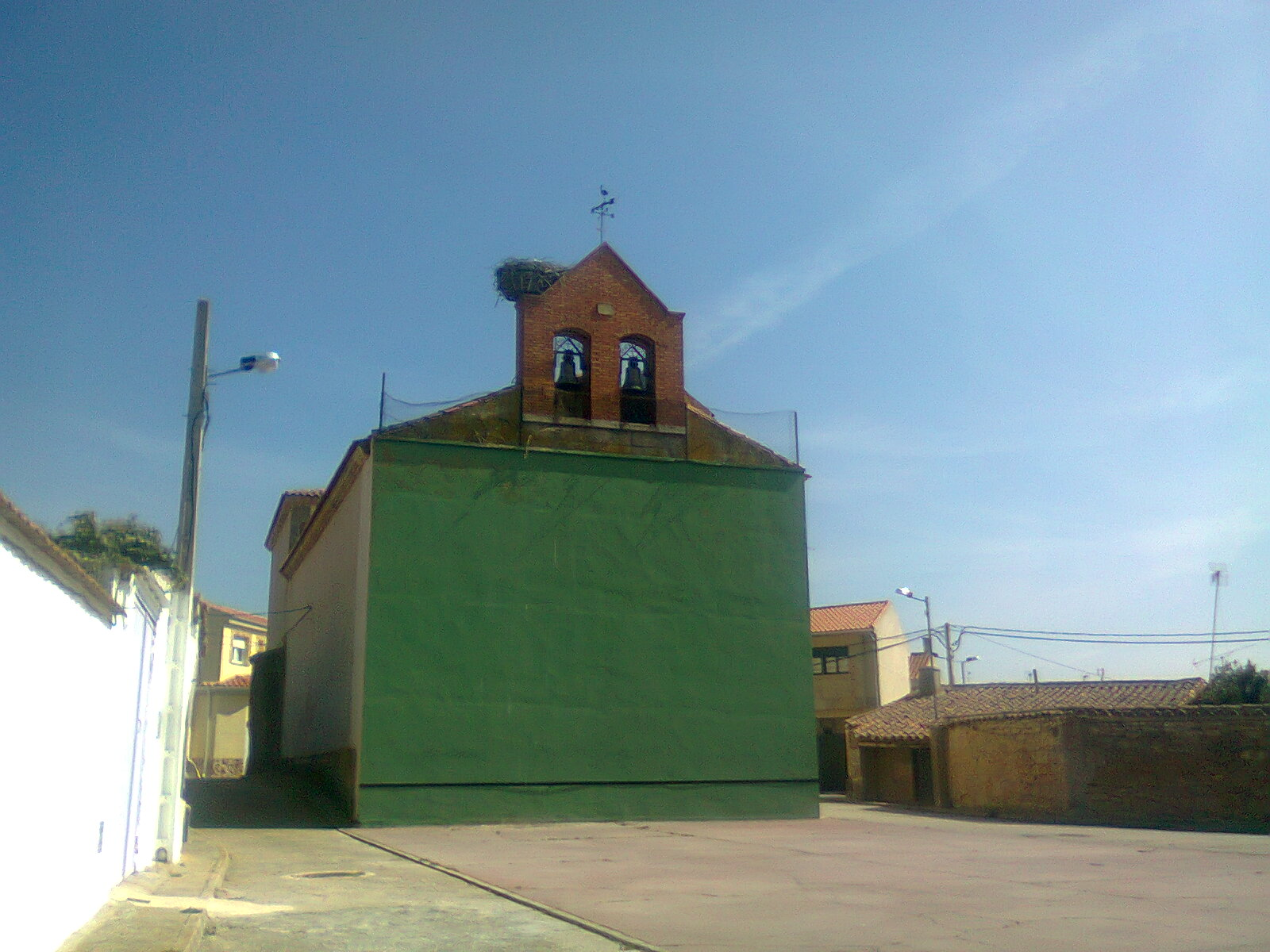
Iglesia-frontón.

La fundación de Valverdón se remonta a la repoblación efectuada por los reyes de León en la Edad Media, quedando integrada la localidad en el cuarto de Armuña de la jurisdicción de Salamanca, dentro del Reino de León. Con la creación de las actuales provincias en 1833, Valverdón quedó encuadrado en la provincia de Salamanca, dentro de la Región Leonesa.

## Geografía humana

### Demografía
Cuenta con una población de 264 habitantes (INE 2024).
| Gráfica de evolución demográfica de Valverdón entre 1842 y 2021                                                       |
| |
| Población de derecho según los censos de población del INE. Población de hecho según los censos de población del INE. |

### Núcleos de población
El municipio se divide en dos núcleos de población, que poseían la siguiente población en 2019 según el INE.
| Núcleo de población | Población |
| ------------------- | --------- |
| Valverdón           | 270       |
| Zorita              | 15        |

## Cultura

### Fiestas
El día 15 de junio se celebra "La Fiesta Nueva" y el día 24 del mismo mes "San Juan".

## Administración y política
| Partido político                         | 2019  | 2019  | 2019       | 2015  | 2015  | 2015       | 2011  | 2011  | 2011       | 2007  | 2007  | 2007       | 2003  | 2003  | 2003       |
| Partido político                         | %     | Votos | Concejales | %     | Votos | Concejales | %     | Votos | Concejales | %     | Votos | Concejales | %     | Votos | Concejales |
| Partido Popular (PP)                     | 57,35 | 121   | 4          | 45,29 | 101   | 3          | 65,24 | 152   | 5          | 54,59 | 119   | 4          | 67,00 | 136   | 5          |
| Partido Socialista Obrero Español (PSOE) | 40,76 | 86    | 3          | 53,36 | 119   | 4          | 20,17 | 47    | 1          | 45,41 | 99    | 3          | 32,51 | 66    | 2          |
| Coalición SI por Salamanca (SI)          | —     | —     | —          | —     | —     | —          | 12,02 | 28    | 1          | —     | —     | —          | —     | —     | —          |

## Valverdoneses ilustres
- Luis Frayle Delgado (1931-), poeta, ensayista, filósofo y traductor.